# Голем камък (Долен)
Голем камък (среща се и като Крали Марковата скала) е мегалитно светилище, разположено край неврокопското село Долен и е едно от т.нар. „живи светилища“ на територията на България.

## Местоположение
В местността Панчарево, разположена на 1,5 km южно от селото са локализирани руините от старо селище с некропол от линейни гробове. То е било обширно – площта му е от 60 декара. Предполага се, че е основано от местно тракийско население по време на римското владичество на Балканския полуостров. На около 500 m западно от това селище се намира т.нар. „Голем камък“ (Крали Марковата скала), който е разположен върху голям рид, състоящ се от група скали, където в две от най-големите са издълбани най-различни форми. При тези скали археолозите откриват фрагменти от глинени съдове. Местното средновековно предание за мястото е, че по скалата е ходил Крали Марко, откъдето идват следите по нея (издълбаните ямки в скалите).
Без съмнение свещеното място е свързано с останалите близки светилища в тази част на Западни Родопи – Градище, Скрибина, Селанов бук, Кара кая и т.н., които възникват още в новокаменната и каменно-медната епоха, а по-късно са наследени от местните древнотракийски племена, населявали този район на Тракия.

## Описание и особености
Обектът представлява масивна скала, на върха на която се наблюдават изкуствено оформени множество орелефни изсичания. Върха на скалата е заравнен, а в най-високата част се намира т.нар. копаня, която представлява значителна по големина и дълбочина яма в скалата, с триъгълна форма. В най-ниската част се наблюдават множество изкуствено изработени изсичания върху камъка. Открита е „обширна пещерна ниша“ от южната страна на скалата, а също и „рундообразен знак“ с кръстовидна форма. В северозападния дял на Крали Маркова скала, върху заравнена и добре загладена площадка се наблюдават множество малки кръгли ями, изсечени в скалата, които са обект на почитане, а също и изсичане с форма на „стол (трон)“.

## Интерпретация
Здравоносните обредно-магически действия, изпълнявани при скалните ямки на това мегалитно светилище, са от особен научен интерес. В северозападната част на мегалитното светилище са разположени множество правилни кръгли ями, издълбани в скалата. В една от тях съвременните поклонници оставят конци и дребни монети в дар за изцеление, които са материални следи от традиционна народна здравоносна практика за лекуване на брадавици, които са изпълняват и в наши дни.
При ритуала болният, който страда от брадавици по ръцете, сяда в специално издълбан „стол“, с лице обърнато на изток, като ямата с дъждовна вода остава зад гърба му. Без да се обръща назад той си измива ръцете, покрити с брадавици, след което пуска монета и оставя конец от дрехата си. Вярва се, че по този начин брадавиците изчезват и човекът е изцелен от страданието.
Точно срещу т.нар.„стол“, в скалата е оформено по-голямо седалище, за което късносредновековните народните предания разказват, че това е мястото, на което е седял Крали Марко, с лице обърнато на запад. Според интерпретацията на професор Васил Марков това означава, че тук лечебната култово-обредна практика се извършва пред лицето на Крали Марко. Според Марков особено внимание заслужава поверието болният да не се обръща назад, за да не развали магията за обреда, което има своя културно-исторически аналог в легендата за Орфей и Евридика, където според древния мит това се е случило.
Друга възможна функция на мегалитния жертвеник при Големия камък е събирането на дъждовна вода, мислена в този случай за лековита – митологична представа, характерна за индоевропейците, според която събраната върху камъка вода е изпращана от бога на бурята, с която той опложда земята.